# Verrucosa canje
Verrucosa canje Lise, Kesster & Silva, 2015 è un ragno appartenente alla famiglia Araneidae.

## Etimologia
Il nome della specie deriva dalla zona geografica guyanense di rinvenimento degli esemplari: il distretto di Canje.

## Caratteristiche
L'olotipo maschile rinvenuto ha lunghezza totale è di 8,00mm; la lunghezza del cefalotorace è di 2,00mm; e la larghezza è di 1,68mm.

## Distribuzione
La specie è stata reperita nella Guyana orientale: l'olotipo maschile è stato rinvenuto lungo il fiume Ikuruwa, nel distretto di Canje, appartenente alla regione Berbice Orientale-Corentyne.

## Tassonomia
Al 2015 non sono note sottospecie e non sono stati esaminati nuovi esemplari.